# Тома, Висконсин
Тома, Висконсин (енгл. Tomah) град је у америчкој савезној држави Висконсин.

## Демографија
По попису из 2010. године број становника је 9.093, што је 674 (8,0%) становника више него 2000. године.
| Група             | 2000.         | 2010.         |
| Белци             | 7.932 (94,2%) | 8.077 (88,8%) |
| Афроамериканци    | 87 (1,0%)     | 238 (2,6%)    |
| Азијати           | 56 (0,7%)     | 110 (1,2%)    |
| Хиспаноамериканци | 119 (1,4%)    | 366 (4,0%)    |
| Укупно            | 8.419         | 9.093         |